# Schwäbisch Hall (okrug)
Schwäbisch Hall je okrug (Kreis) na sjevero-istoku pokrajine Baden-Württemberg, Njemačka. Susjedni okruzi su (od sjevera u smjeru kazaljke na satu) Main-Tauber, bavarski okrug   Ansbach, Istočnoalpski okrug, Rems-Murr i Hohenlohe. 

## Ime
Ime grada Schwäbisch Hall, kao i istoimenog grada sastoji se od dva dijela. "Schwäbisch" znači švapsko tj. nešto što pripada Švapskoj. "Hall" dolazi iz germanskog pojma za mjesto gdje se voda isušuje zagrijavanjem. Unatoč nazivu Schwäbisch većina stanovnika okruga (uključujući i sam grad Schwäbisch Hall)  ne govori švapski nego majnskofranački njemački. Kulturološki pripada pod nekoliko područja:Württemberg, Švapsku a ponajviše (Tauber) Frankoniju.

## Povijest
Predio datira iz doba Oberamt Schwäbisch Halla, koji je stvoren godine 1803., kada je prethodno slobodni carski grad Schwäbisch Hall   postao dio Württemberga. Nakon nekoliko manjih promjena pretvoren je u okrug godine 1938. Godine 1973.   spojen je s okrugom Crailsheim i područjem oko Gaildorfa, koja je bilo dio također raspuštenog okruga Backnang. 

## Zemljopis
Dvije rijeke, Jagst i Kocher, pritoci Neckara, protiču kroz okrug. Krajolici obuhvaćeni okrugom su su ravnica Hohenlohe  (Hohenloher Ebene), Švapsko-franačka šumovita brda (Schwäbisch-Fränkischen Waldberge) i Frankenhöhe. 

## Grb
Grb pokazaju novčić novčić u gornjem dijelu. Grad Schwäbisch Hall je bio jedan od najvažnijih gradova za kovanje nova a lokalni novac Heller je bio dobro poznat u cijeloj Njemačkoj. Ispod kovanice su dvije kuke, uzete iz grba okruga Crailsheim,a kao i od grada Gaildorfa. Crno-bijelo karirano područje u dnu je preuzeto iz grba Hohenzollern dinastije, koja je ovim područjem kroz povijest vladala.

## Gradovi i općine
| Gradovi | Upravni okruzi | Općine | |
| --- | --- | --- | --- |
| 1. Crailsheim 2. Gaildorf 3. Gerabronn 4. Ilshofen 5. Kirchberg an der Jagst 6. Langenburg 7. Schrozberg 8. Schwäbisch Hall 9. Vellberg | 1. Braunsbach-Untermünkheim 2. Crailsheim 3. Fichtenau 4. Gerabronn 5. Ilshofen-Vellberg 6. Limpurger Land 7. Oberes Bühlertal 8. Rot am See 9. Schwäbisch Hall | 1. Blaufelden 2. Braunsbach 3. Bühlertann 4. Bühlerzell 5. Fichtenau 6. Fichtenberg (Württemberg) 7. Frankenhardt 8. Kreßberg 9. Mainhardt 10. Michelbach an der Bilz 11. Michelfeld | 1. Oberrot 2. Obersontheim 3. Rosengarten 4. Rot am See 5. Satteldorf 6. Stimpfach 7. Sulzbach-Laufen 8. Untermünkheim 9. Wallhausen 10. Wolpertshausen |